# القنصاع (يريم)

تعديل مصدري - تعديل

القنصاع محلة تابعة لقرية العزازي، التابعة لعزلة ارياب بمديرية يريم إحدى مديريات محافظة إب في الجمهورية اليمنية.، بلغ تعداد سكانها 97 حسب تعداد اليمن لعام 2004.